# Saviour Godwin
Saviour Amunde Godwin (Jos, 22 agosto 1996) è un calciatore nigeriano, attaccante dell'Al-Okhdood e della nazionale nigeriana.

## Carriera

### Club
Cresciuto nell'El-Kadme Academy, il 31 luglio 2015 viene ceduto in prestito all'Ostenda, con cui inizia la carriera professionistica. Poco utilizzato con i Kustboys, il 26 agosto 2016 viene acquistato a titolo definitivo dal Roeselare, con cui firma un triennale.

### Nazionale
Con la nazionale Under-17 nigeriana ha vinto il Mondiale di categoria del 2013; in seguito ha partecipato anche al Mondiale Under-20 del 2015, in cui la sua rappresentativa è stata eliminata agli ottavi.
Pre-convocato per il Torneo olimpico del 2016, non viene poi incluso nella rosa finale.

## Statistiche

### Presenze e reti nei club
Statistiche aggiornate al 16 ottobre 2018.
| Stagione         | Squadra          | Campionato       | Campionato | Campionato | Coppe nazionali | Coppe nazionali | Coppe nazionali | Coppe continentali | Coppe continentali | Coppe continentali | Altre coppe | Altre coppe | Altre coppe | Totale | Totale | Totale |
| Stagione         | Squadra          | Comp             | Pres       | Reti       | Comp            | Pres            | Reti            | Comp               | Pres               | Reti               | Comp        | Pres        | Reti        | Pres   | Reti   |        |
| ---------------- | ---------------- | ---------------- | ---------- | ---------- | --------------- | --------------- | --------------- | ------------------ | ------------------ | ------------------ | ----------- | ----------- | ----------- | ------ | ------ | ------ |
| 2015-2016        | Ostenda          | D1               | 4+2        | 1          | CB              | 0               | 0               | -                  | -                  | -                  | -           | -           | -           | 6      | 1      |        |
| 2016-2017        | Roeselare        | D2               | 20+8       | 3+2        | CB              | 1               | 0               | -                  | -                  | -                  | -           | -           | -           | 29     | 5      |        |
| 2017-2018        | Roeselare        | D2               | 16+5       | 1          | CB              | 1               | 1               | -                  | -                  | -                  | -           | -           | -           | 22     | 2      |        |
| 2018-2019        | Roeselare        | D2               | 9          | 2          | CB              | 1               | 0               | -                  | -                  | -                  | -           | -           | -           | 10     | 2      |        |
| Totale Roeselare | Totale Roeselare | Totale Roeselare | 45+13      | 6+2        |                 | 3               | 1               |                    | -                  | -                  |             | -           | -           | 61     | 9      |        |
| Totale carriera  | Totale carriera  | Totale carriera  | 51+13      | 8+2        |                 | 3               | 1               |                    | -                  | -                  |             | -           | -           | 67     | 10     |        |

### Cronologia presenze e reti in nazionale
| Cronologia completa delle presenze e delle reti in nazionale ― Nigeria | Cronologia completa delle presenze e delle reti in nazionale ― Nigeria | Cronologia completa delle presenze e delle reti in nazionale ― Nigeria | Cronologia completa delle presenze e delle reti in nazionale ― Nigeria | Cronologia completa delle presenze e delle reti in nazionale ― Nigeria | Cronologia completa delle presenze e delle reti in nazionale ― Nigeria | Cronologia completa delle presenze e delle reti in nazionale ― Nigeria | Cronologia completa delle presenze e delle reti in nazionale ― Nigeria |
| Data                                                                   | Città                                                                  | In casa                                                                | Risultato                                                              | Ospiti                                                                 | Competizione                                                           | Reti                                                                   | Note                                                                   |
| ---------------------------------------------------------------------- | ---------------------------------------------------------------------- | ---------------------------------------------------------------------- | ---------------------------------------------------------------------- | ---------------------------------------------------------------------- | ---------------------------------------------------------------------- | ---------------------------------------------------------------------- | ---------------------------------------------------------------------- |
| 27-9-2022                                                              | Bir El Djir                                                            | Algeria                                                                | 2 – 1                                                                  | Nigeria                                                                | Amichevole                                                             | -                                                                      | 65’                                                                    |
| Totale                                                                 |                                                                        | Presenze                                                               | 1                                                                      |                                                                        | Reti                                                                   | 0                                                                      |                                                                        |

## Palmarès

### Nazionale

#### Competizioni giovanili
- Campionato mondiale Under-17: 1

Emirati Arabi Uniti 2013